# Mohamed Djetei
Mohamed Djetei Camara, né le 18 août 1994 à Yaoundé, est un footballeur international camerounais. Évoluant au poste de défenseur central, il joue actuellement pour le Maccabi Netanya.

## Biographie

### En club
Arrivée en été 2019 en provenance du Gimnastic Tarragone, Mohamed Djetei prolonge son contrat avec le club espagnol, Córdoba CF jusqu’en juin 2023. 

### En équipe nationale
Il reçoit sa première sélection en équipe du Cameroun le 18 octobre 2015, contre le Congo (0-0).
En janvier 2016, il participe au championnat d'Afrique des nations organisé au Rwanda. Mohamed Djetei dispute trois matchs lors de cette compétition. Le Cameroun est éliminé en quarts de finale par la Côte d'Ivoire.
En janvier 2017, Mohamed Djetei est retenu par Hugo Broos dans sa liste des 23 joueurs sélectionnés pour participer à la Coupe d'Afrique des nations 2017.

## Statistiques
Le tableau ci-dessous récapitule les statistiques de Mohamed Djetei lors de sa carrière européenne en club :
| Saison                | Club                   | Championnat           | Championnat | Championnat | Coupe(s) nationale(s) | Coupe(s) nationale(s) | Total | Total |
| Saison                | Club                   | Division              | M.          | B.          | M.                    | B.                    | M.    | B.    |
| 2016-2017             | Gimnàstic de Tarragone | LaLiga 2              | 9           | 0           | 2                     | 0                     | 11    | 0     |
| 2017-2018             | Gimnàstic de Tarragone | LaLiga 2              | -           | -           | -                     | -                     | 0     | 0     |
| 2018-2019             | Gimnàstic de Tarragone | LaLiga 2              | 13          | 0           | 1                     | 0                     | 14    | 0     |
| Total sur la carrière | Total sur la carrière  | Total sur la carrière | 22          | 0           | 3                     | 0                     | 25    | 0     |

### Palmarès
Cameroun 
- Vainqueur de la Coupe d'Afrique des nations en 2017.